# Gilbert Baker
Gilbert Baker, född 2 juni 1951 i Chanute, Kansas, död 31 mars 2017 i New York, var en amerikansk konstnär och HBTQ-aktivist. 1978 skapade han Regnbågsflaggan.
Bakers flagga har sedan skapandet kommit att bli allmänt associerad med HBTQ-rättigheter, liksom en symbol för Priderörelsen generellt. Kaliforniens senator Scott Wiener menar att Baker "hjälpte till att definiera den moderna HBTQ-rörelsen".
2015 rankade Museum of Modern Art regnbågsflaggan som en internationell symbol av samma betydelse som återvinningssymbolen.

## Biografi

### Tidiga år
Baker föddes i Chanute i delstaten Kansas. Han växte upp i Parsons i Kansas, där hans farmor ägde en butik för kvinnokläder. Hans far var domare och hans mor lärare.

### Militärtjänst, aktivism, sömnad
Gilbert Baker tjänade i Förenta staternas armé åren 1970–72. Han var stationerad i San Francisco i samband med inledningen av den sociala HBTQ-rörelsen i staden.
Efter att han blivit utskriven ur armén lärde han sig att sy. Han använde denna färdighet till att skapa banderoller för de olika protestmarscherna för HBTQ-rättigheter eller mot kriget. Det var under denna tid som han blev bekant med Harvey Milk.
Baker skapade den första varianten av regnbågsflaggan 1978, då han var medlem av ett kollektiv. Han vägrade att varumärkesskydda den, eftersom han såg den som en symbol för hela HBTQ-rörelsen.
1979 började Baker arbeta vid San Francisco-baserade Paramount Flag Company, vilken då hade lokaler vid det sydvästra hörnet av Polk Street och Post Street. Baker designade material på uppdrag från bland andra stadens borgmästare Dianne Feinstein, Folkrepubliken Kinas premiärminister, presidenterna från Frankrike, Venezuela och Filippinerna samt Spaniens kung. Han skapade också kreationer för diverse offentliga tillställningar och Gay Pride-evenemang i San Francisco. 1984 formgav han flaggor åt 1984 års demokratiska partikonvent.

### Senare år (New York)
1994 flyttade Baker till New York, där han sedan levde resten av sitt liv. Där fortsatte han sitt kreativa arbete och sin aktivism. 1994 skapade han världens (dittills) största flagga, vid 25-årsjubileet av 1969 års Stonewalluppror.
2003 skapade Baker, för att fira regnbågsflaggans 25-årsdag, en regnbågsflagga som på plats i Key West sträckte sig från Mexikanska golfen till Atlanten. Efter firandet översände han delar av flaggan till representanter för över 100 olika städer runt om i världen.
Baker avled i sitt hem i New York den 31 mars 2017. Dödsorsaken fastställdes till akut kranskärlssjukdom i kombination med högt blodtryck.

## Flaggan

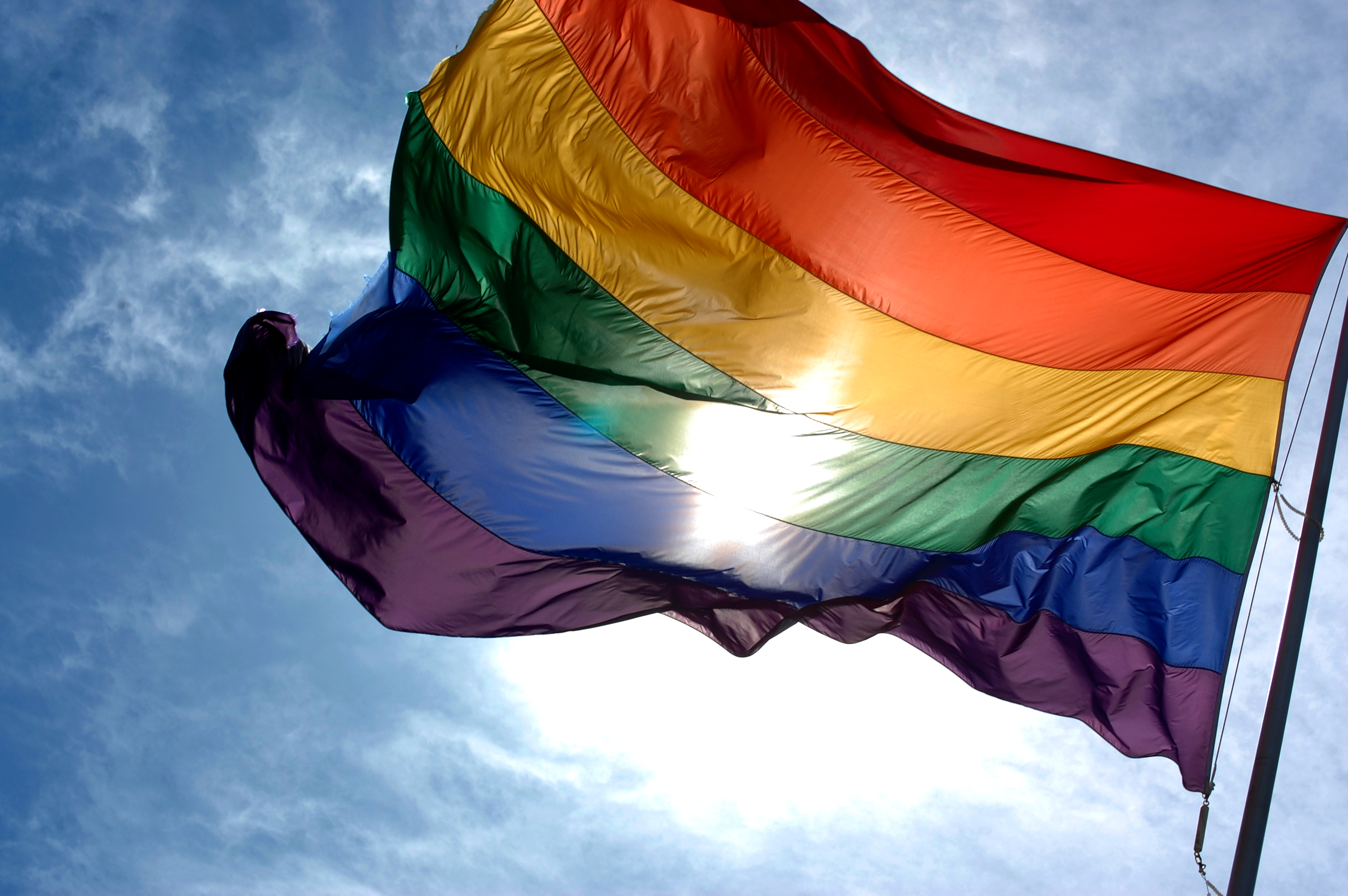
Den sexfärgade versionen av regnbågsflaggan är den vanligast förekommande. Den ursprungliga varianten från 1978 innehöll ytterligare två ränder – rosa och turkos – vilka togs bort av tillverkningstekniska och praktiska orsaker.

Färgerna i regnbågsflaggan reflekterar olikheterna inom HBTQ-rörelsen. När Baker hissade den första regnbågsflaggan, under San Francisco Pride den 25 juni 1978, bestod den (två likadana flaggor hissades av Bakers grupp) av åtta symboliska färger:
| Rosa   |  | Sex        |
| Röd    |  | Liv        |
| Orange |  | Helande    |
| Gul    |  | Solljus    |
| Grön   |  | Natur      |
| Turkos |  | Magi/Konst |
| Indigo |  | Stillhet   |
| Lila   |  | Ande       |

Trettio volontärer hade hjälpt Baker att handfärga och sy ihop de första två flaggorna i galleriet på vindsvåningen på Gay Community Center vid 330 Grove Street i San Francisco. Eftersom det var förbjudet att använda textilfärgning i maskiner i offentliga tvättinrättningar, väntade de tills sent på natten och körde en omgång med blekmedel i tvättmaskinerna som sista åtgärd.
Formen på regnbågsflaggan har genomgått flera olika revisioner. Två färger har tagits bort och senare återuppstått, när de åter blev allmänt tillgängliga. Numera består den vanligaste varianten av sex färger, med röd, orange, gul, grön, blå och lila. Baker refererade till den här versionen som den "kommersiella versionen", eftersom den uppkom med tanke på tillverkning i stora serier.
Den rosa randen försvann när Baker kontaktade Paramount Flag Company för att börja massproducera flaggan, och det rosa tyget var för ovanligt och dyrt för att lämpa sig för att ta med. Regnbågsflaggan förlorade sin turkosa rand innan 1979 års Gay Freedom Day-parad, eftersom organisatörerna för paraden ville låta hissa flaggan i två delar, från två olika lyktstolpar på båda sidor om Market Street. Resultatet blev en flagga med sex ränder, uppdelad på två halvor med tre färger var.

## Eftermäle

### Minnen
Efter Bakers frånmäle menade Kaliforniens senator Scott Wiener att Baker hjälpte till att definiera den moderena HBTQ-rörelsen.
Organisatörerna av NewFest och NYC Pride gick samman för att låta formge 'Gilbert', ett "regnbågstypsnitt" inspirerat av regnbågsflaggan.
 Google presenterade den 2 juni 2017 en Google Doodle till minnet av Baker på hans 66-årsdag.

### Museum och arkiv
Bakers arbeten och relaterade historiska artefakter finns representerade på flera större museer och arkivinstitutioner. The GLBT Historical Society i San Francisco äger en av de symaskiner som Baker använde för att tillverka de första regnbågsflaggorna 1978, tillsammans med en replika av den ursprungliga åtta-ränders flaggan som han tillverkade för att markera 25-årsdagen av flaggan. 2012 ställde föreningen ut båda föremålen på en historisk utställning på GLBT History Museum i staden.
2015 ställde Museum of Modern Art i New York ut exemplar av regnbågsflaggan som man förvärvat för sin designsamling. Museets curatorer rankade flaggan som en internationellt erkänd symbol som kunde jämföras med Creative Commons-logotypen och återvinningsmärket.